# Powiat stołpecki

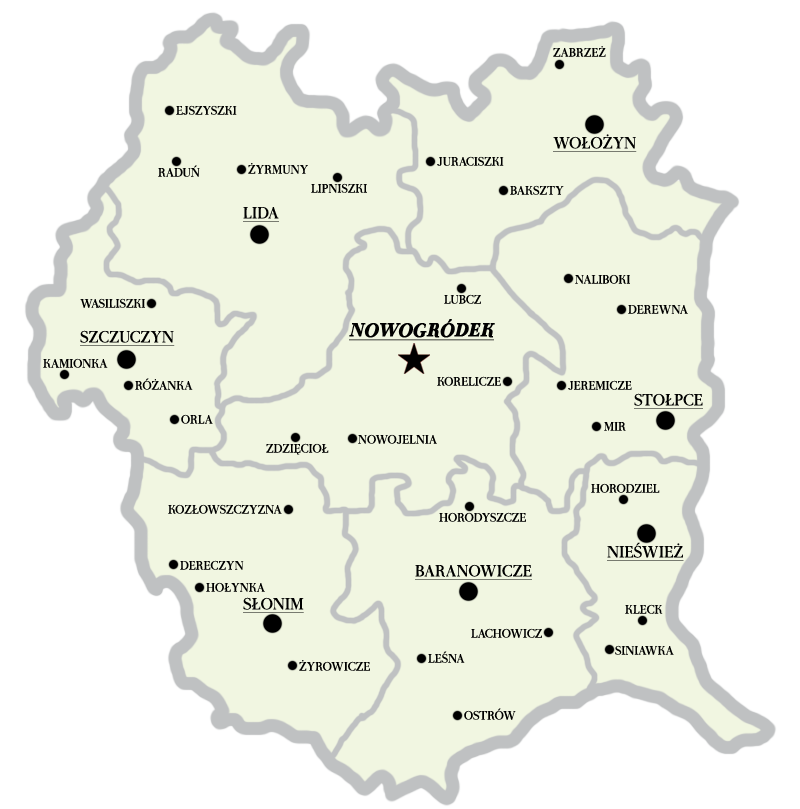

Powiat stołpecki – powiat utworzony 12 grudnia 1920 r. pod Zarządem Terenów Przyfrontowych i Etapowych z części powiatu mińskiego (gminy: Zasław, Raków, Iwieniec, Pierszaje, Rubieżewicze, Zasule, Stołpce i Świeżeń). 19 lutego 1921 r. wszedł w skład nowo utworzonego województwa nowogródzkiego II Rzeczypospolitej. Jego stolicą były Stołpce. W skład powiatu wchodziło 7 gmin i 2 miasta.

## Gminy
- Iwieniec[2]
- Pierszaje[2]
- Rubieżewicze
- Stołpce
- Świerżeń
- Wołma[2]
- Zasule
- Derewna[3]
- Jeremicze[3]
- Mir[4]
- Żuchowicze[4][5]

## Miasta
- Raków[6]
- Stołpce

## Starostowie
- Emeryk Czapski (-1922)[7]
- Konstanty Rdułtowski (1923-)